# Carabodes dudichi
Carabodes dudichi är en kvalsterart som beskrevs av Sandór Mahunka och Luise Mahunka-Papp 1999. Carabodes dudichi ingår i släktet Carabodes och familjen Carabodidae. Inga underarter finns listade.